# クリス・ポール
クリストファー・エマニュエル・ポール（Christopher Emanuel Paul, 1985年5月6日 - ）は、アメリカ合衆国ノースカロライナ州ウィンストン・セーラム出身のプロバスケットボール選手。NBAのロサンゼルス・クリッパーズに所属している。ポジションはポイントガード。愛称はイニシャルと背番号を合わせたCP3。

## 経歴

### 学生時代
ウェスト・ホーサイス高校出身。高校最後のシーズンには30.8得点、8.0アシスト、5.0リバウンド、6.0スティールの成績を記録し、マクドナルド選出のオールアメリカンチームとノースカロライナ州のミスター・バスケットボールに選ばれた。このシーズンの11月15日、ポールの祖父が強盗に遭い殺害されるという惨劇が起こる。ポールは祖父の葬儀に出席した翌日の試合で、祖父の年齢と同じ61得点を記録した。州の高校記録である69得点に手が届く範囲であったが、ポールは故意にフリースローを外すなどし、この日の記録を祖父に奉げた。
高校卒業後、ウェイクフォレスト大学に進学。1年目から先発に抜擢され、同校のアシスト数、スティール数、フリースロー成功率、スリーポイントシュート成功率のルーキー記録を破る14.8得点、5.9アシスト、2.7スティールの成績を記録し、カンファレンスの新人王を獲得。翌シーズンには15.3得点、6.6アシスト、2.4スティールの成績を記録し、AP通信、米国バスケットボールコーチ協会、全米バスケットボール記者協会のオールアメリカンファーストチームに選出され、ウッデン賞、ネイスミス賞、アドルフ・ラップ賞の賞レースでは最終候補にまで残った。3年生には進学せず、NBAドラフトにアーリーエントリーした。

### ニューオーリンズ・ホーネッツ

#### キャリア初期

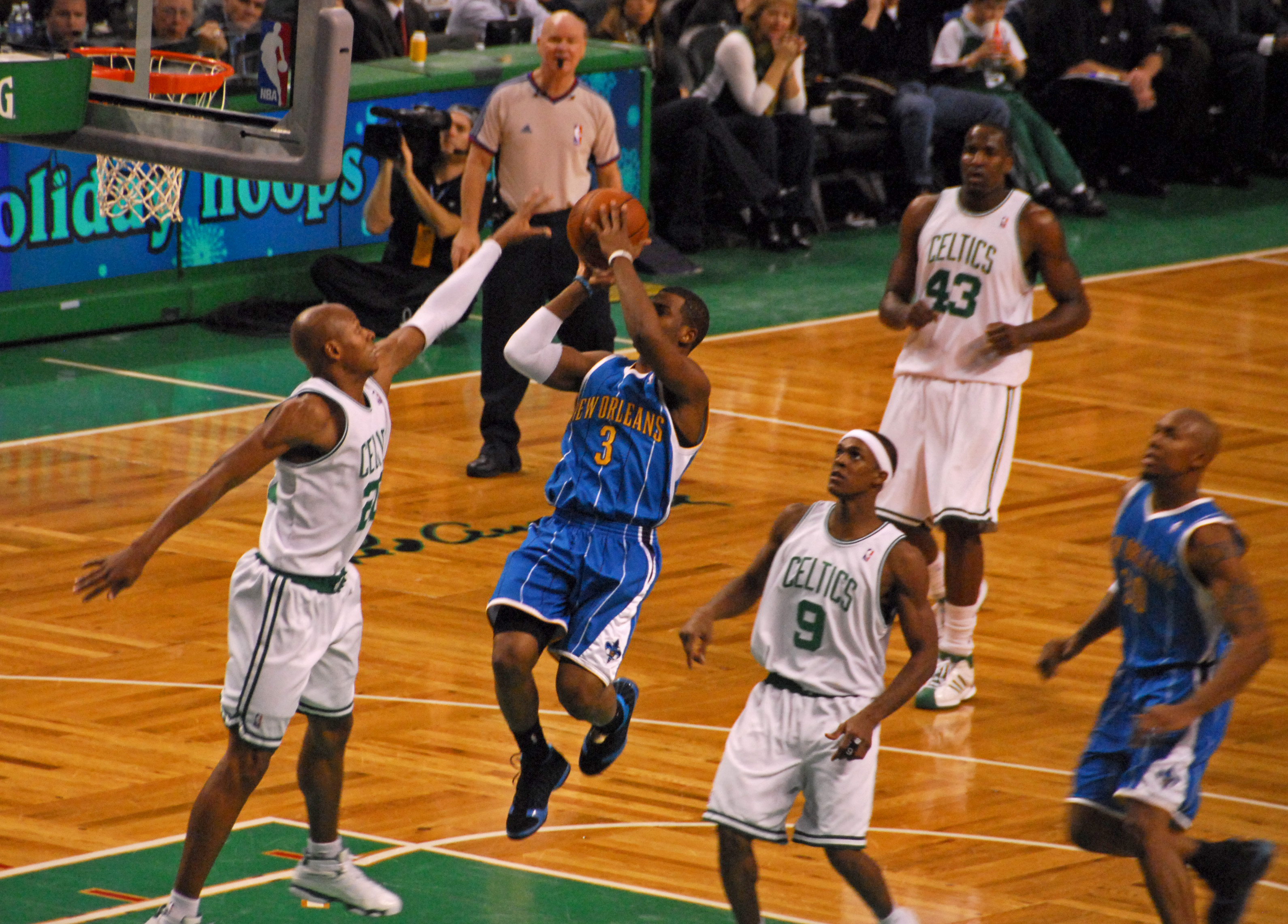
フローターを試みるポール
（2008年）

2005年のNBAドラフトでニューオーリンズ・ホーネッツから1巡目4位指名を受けて入団する。ドラフト前はカレッジ界最高のポイントガードの呼び声が高かったが、ドラフトでは同じポイントガードのデロン・ウィリアムスに次ぐ全体4位指名だった。ルーキーシーズンとなった2005-06シーズン、ポールはスピーディ・クラクストンと共にNBA屈指のスピードを誇るバックコートを形成し、全てのルーキー・オブ・ザ・マンスを独占。チームは前シーズンの勝ち星から20勝を上乗せし、ポール自身は16.7得点、7.8アシスト、5.1リバウンド、2.2スティールの成績を記録して、新人王投票では125票中124票を獲得という圧倒的支持で新人王を獲得する。
2年目の2006-07シーズンはチームに故障者が多く、ポール自身も17.3得点、8.9アシスト、4.4リバウンド、1.8スティールと、活躍したが18試合を欠場してしまったため、期待されたプレイオフ進出はならなかった。

#### リーグ最高峰のPGへ
2007-08シーズンはホーネッツにとっては大躍進のシーズンとなった。前シーズンは怪我に泣いたが、主力全員が大きな故障なく過ごし、本来の実力を発揮したホーネッツは快進撃を続け、56勝26敗の成績で地区優勝を遂げた。特にポールの活躍は目覚しく、彼がこのシーズンに記録した21.1得点、11.6アシスト、4リバウンド、2.7スティールは、1992-93シーズンにティム・ハーダウェイが記録して以来の20得点・10アシスト以上となる快挙であった。11.6アシスト、2.7スティールは共にリーグ1位の成績であり、ポールはアシスト王とスティール王の二冠を達成した。オールNBAファーストチーム、オールディフェンシブセカンドチームにも初選出され、ポールはNBA3年目にして早くもリーグトップPGの地位に上り詰めたことになる。MVP獲得の有力候補でもあったが、MVP投票では2位で終わった。オールスターゲームにも初選出され、16得点、14アシスト、5スティールと敢闘賞的な活躍を見せ、地元ニューオーリンズで開催されたゲームを盛り上げた。初のプレーオフではチームの経験不足が心配されたが、ポールはそんなプレッシャーとは無縁だった。プレーオフ期間中はレギュラーシーズンを上回る24.3得点、11.3アシストの成績を記録し、ホーネッツは1回戦でダラス・マーベリックスを破り、カンファレンス準決勝でサンアントニオ・スパーズと対決。前シーズンチャンピオンチーム相手にも堂々と渡り合ったが、最終第7戦でついに経験の差が表れ、ホーネッツは準決勝敗退となった。

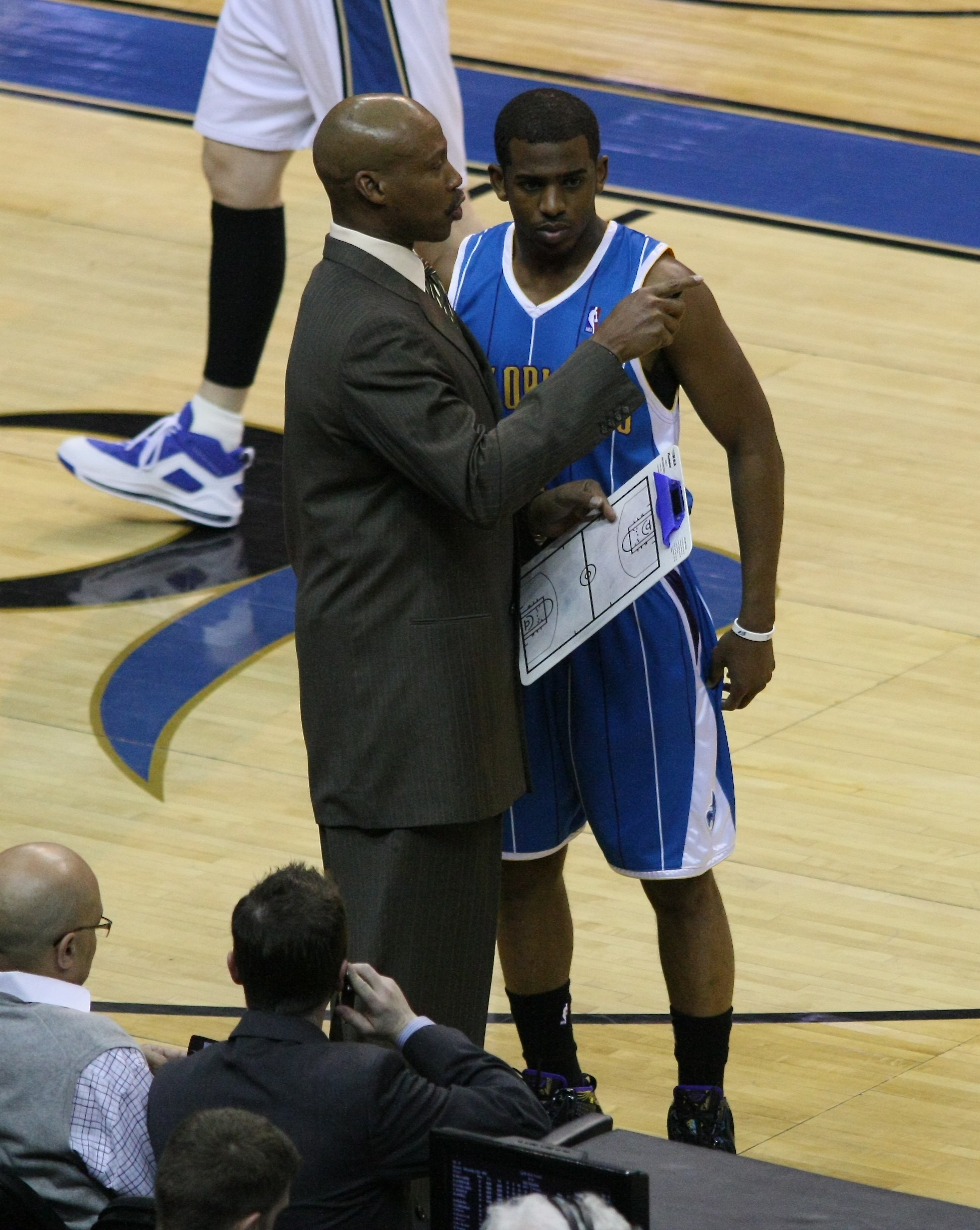
バイロン・スコットHCと会話するポール

2008-09シーズンのポールは、22年前にアルヴィン・ロバートソンが達成した106試合連続スティールを破る108試合連続スティール、開幕15試合連続20得点・10アシスト以上達成という2つのNBA新記録樹立という派手な出だしとなったが、絶好調なポールとは対照的にチームはペジャ・ストヤコヴィッチやタイソン・チャンドラーらの不振で前年ほどの勢いは見られず、49勝33敗の成績に終わった。ポールは22.8得点、11.0アシスト、5.5リバウンド、2.8スティール、FG成功率50.3%の成績で2年連続でアシスト王とスティール王の二冠を達成し、オールディフェンシブチームでは初めて1stチームに選出されている。プレイオフ1回戦ではデンバー・ナゲッツと対戦したが、ベテランPGのチャンシー・ビラップスに経験の差を見せ付けられ、1勝4敗の完敗を喫した。

### ロサンゼルス・クリッパーズ

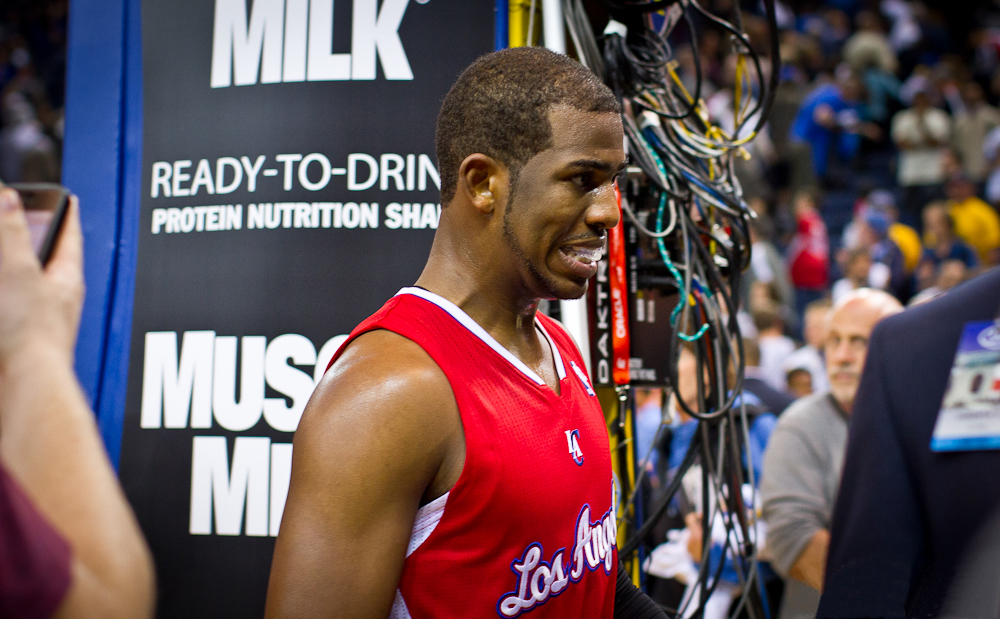
ロサンゼルス・クリッパーズでのポール（2012年）

2011年12月14日、エリック・ゴードン、アル＝ファルーク・アミヌ、クリス・ケイマンとのトレードでロサンゼルス・クリッパーズに移籍した。
ロックアウトが明けた直後にトレードでクリッパーズに加入したポールはそれまで低迷していたクリッパーズをコート外内で率先しながら関係を深め、ブレイク・グリフィンやデアンドレ・ジョーダンらと共にクリッパーズを強豪チームへと仕立て上げた。
2011-12シーズンはポールが加入してからクリッパーズは勝利を重ね、またポールのパスからチームメイトのグリフィン、ジョーダンの豪快なアリウープダンクを量産することから「ロブシティ」の異名を取った。ポールは1試合あたり19.8得点、9.1アシスト、2.5スティールを記録し、クリッパーズが1980年代にロサンゼルスに移転して以来初となるオールNBAファーストチームに選出された選手となった。プレーオフでは1回戦は突破したものの、カンファレンス準決勝でサンアントニオ・スパーズにスウィープで敗北した。

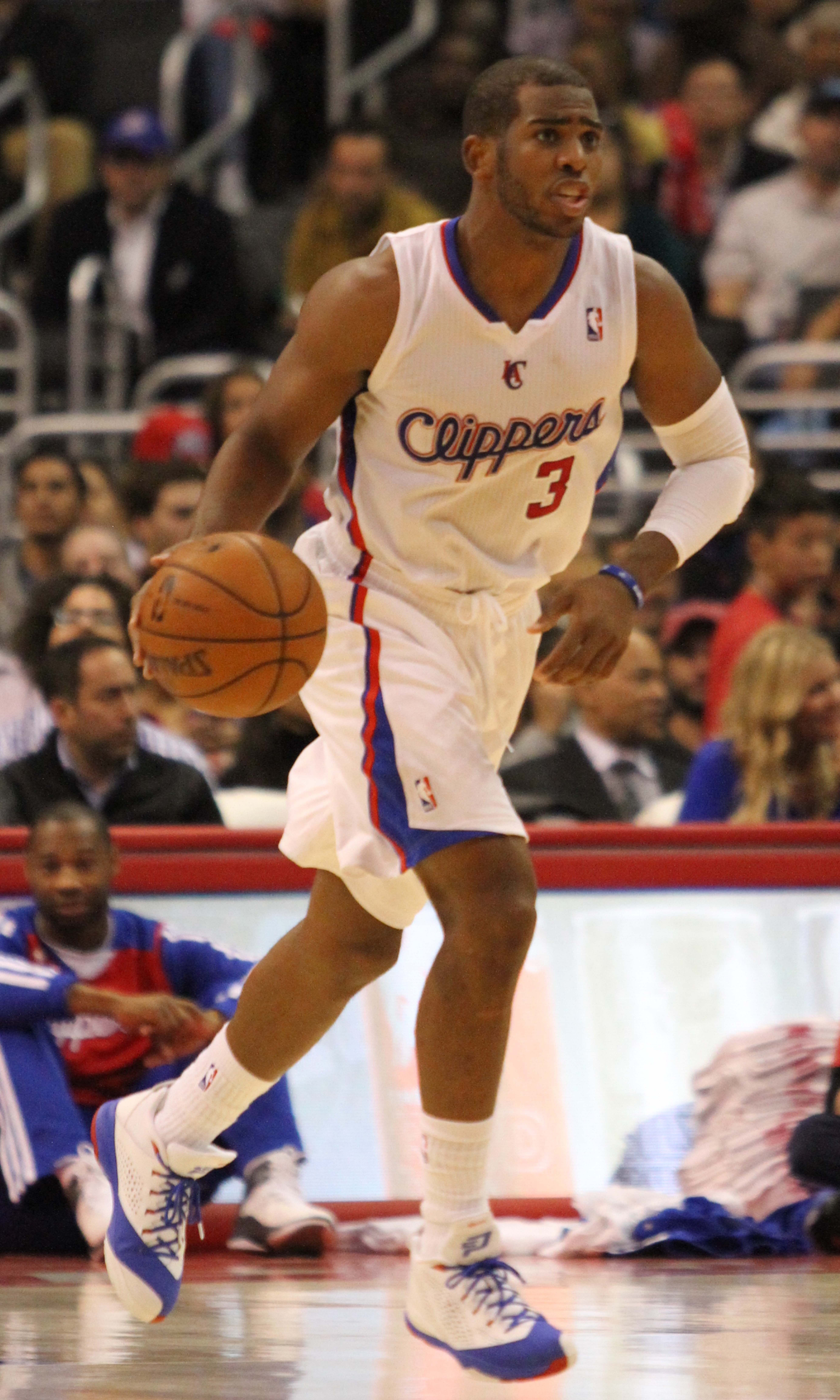
2013年のポール

2012-13シーズンは2013年のNBAオールスターゲームに選出され、20得点、15アシストを記録して自身初となるNBAオールスターゲームMVPを獲得した。レギュラーシーズンの個人スタッツは平均16.9得点、9.7アシスト、2.4スティールを記録し、チームは56勝26敗でシーズンを終えた。プレーオフでは第4シードだったが、主力の故障が相次ぎ、第1回戦でメンフィス・グリズリーズに第7戦の末に敗れた。
2013-14シーズンが始まる前にクリッパーズと5年総額約1億700万ドルのマックス契約を結んだ。

### ヒューストン・ロケッツ
2017年6月28日にパトリック・ベバリー、サム・デッカー、モントレズ・ハレル、ダラン・ヒリアード、デアンドレ・リギンス、ルー・ウィリアムズ、カイル・ウィルジャー、将来のドラフト1巡目指名権、金銭とのトレードでヒューストン・ロケッツへ移籍した。2018年2月3日のクリーブランド・キャバリアーズ戦で22得点、11アシストを記録、試合は120-88で勝利した。試合中、アンドレ・ミラーのアシスト数（8624）の抜いて歴代9位のアシスト数となった。2月23日の120-102で勝利したミネソタ・ティンバーウルブズ戦でアレン・アイバーソンを抜いてキャリア通算スティール数を歴代12位となる1984とした。2018年3月17日に行われたニューオーリンズ・ペリカンズ戦でNBA史上12人目となるキャリア通算2000スティールを達成した。2000スティールを達成したことで、ジェイソン・キッド、ゲイリー・ペイトン、ジョン・ストックトン以来となる通算8000アシスト・2000スティールを達成した選手となった。

### オクラホマシティ・サンダー
2019年7月16日にラッセル・ウェストブルックとのトレードで、2024年と2026年のドラフト1巡目指名権、2021年と2025年のドラフト2巡目指名権と共にオクラホマシティ・サンダーに移籍した。
サンダーでのデビュー戦となった2019年10月23日のユタ・ジャズ戦では30分の出場のうち22得点、8リバウンドを記録したが100-95で敗北した。2020年1月30日、オールスターゲーム以来となる自身10回目のオールスターゲームのリザーブに選出した。同年2月11日のサンアントニオ・スパーズ戦にてシーズンハイの31得点を記録したが114-106で敗北した。

### フェニックス・サンズ
2020年11月16日にケリー・ウーブレ・ジュニア、リッキー・ルビオ、タイ・ジェローム、ジェイレン・レック、2022年のプロテクト付き第1巡目指名権とのトレードで、アブデル・ネイダーと共にフェニックス・サンズへ移籍した。2021年2月19日のニューオーリンズ・ペリカンズ戦にて15得点とシーズンハイの19アシストを記録し、チームは132-114で勝利した。翌日のグリズリーズ戦では6アシストを記録し、オスカー・ロバートソンの通算アシスト数を抜き歴代6位に浮上した。このシーズンは長らくプレーオフから遠ざかっていたサンズをカンファレンス2位の51勝21敗の好成績に導き、プレーオフ進出を決めた。プレーオフでは1回戦で連覇を目指すロサンゼルス・レイカーズを4勝2敗で倒し、カンファレンス準決勝ではデンバー・ナゲッツに4連勝。カンファレンス決勝は古巣クリッパーズとの対戦となり、3勝2敗で迎えた第6戦で41得点を記録してチームを勝利に導き、自身初となるNBAファイナル進出を決めた。ファイナルではミルウォーキー・バックスと対戦。本拠地で2連勝と幸先の良いスタートを切ったが、その後4連敗し、優勝はならなかった。オフにプレイヤーオプションを破棄してFAとなり、サンズとの4年総額1億2000万ドルの再契約に合意した。

### ゴールデンステート・ウォリアーズ
2023年6月24日にブラッドリー・ビール、アイザイア・トッド、複数のドラフト2巡目指名権、1巡目指名交換権とのトレードで、ワシントン・ウィザーズへ放出されたが。その後7月6日にジョーダン・プール、パトリック・ボールドウィン・ジュニア、ライアン・ロリンズ、ドラフト1巡目指名権、2巡目指名権とのトレードで、ゴールデンステート・ウォリアーズへ移籍した。
10月29日のヒューストン・ロケッツ戦で自身初となるベンチから出場して8得点、5リバウンド、7アシストを記録し、チームは106-95で勝利した。2024年1月5日のデトロイト・ピストンズ戦で左手を骨折する怪我を負い、手術をすることが発表された。
6月30日にウォリアーズから解雇され、その後にフリーエージェントとなった。

### サンアントニオ・スパーズ
7月7日にサンアントニオ・スパーズとの1年総額1100万ドルの契約に合意した。11月16日のロサンゼルス・レイカーズ戦でNBA史上3人目となるキャリア通算1万2000アシストを達成した。12月9日のニューオーリンズ・ペリカンズ戦でこれまでNBA歴代2位だったジェイソン・キッドの12089本のアシスト記録を抜き、NBA歴代2位浮上した。このシーズン、チームはポストシーズン進出を逃したが、レギュラーシーズン82試合全てに出場、39歳で82試合全てに出場したNBA選手としては、ジョン・ストックトンに次いで2番目に高年齢で全試合に出場したこととなった。

## 代表歴

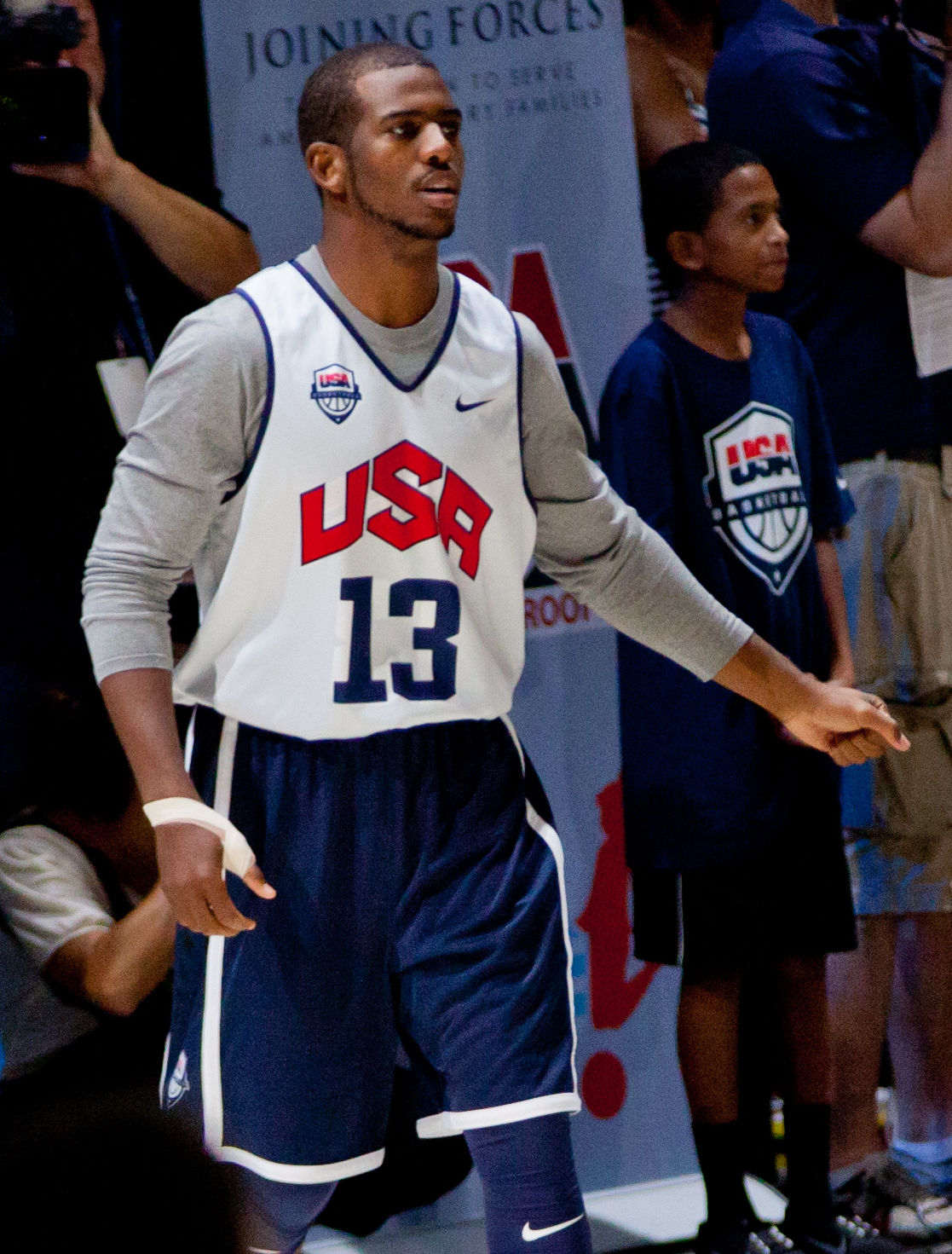
ロンドンオリンピックでのポール（2012年）

2006年に日本で開催された世界選手権にアメリカ代表として出場し、ポールは9試合中6試合に先発出場し、通算44アシスト、17スティール、9ターンオーバーを記録する。代表は順調に勝ち進み、準決勝でギリシャと対戦。ポールはギリシャの201cmの長身ポイントガード、セオドロス・パパルーカスとのミスマッチに苦しみ、チームも敗戦。銅メダルに終わった。
2008年の北京オリンピックではベテランPGのジェイソン・キッドの参加が話題となったが、ポールは先発の座こそキッドに譲ったものの出場時間ではポール、キッド、デロン・ウィリアムスの3人の中では最も多く与えられ、金メダル獲得に大きく貢献した。
2012年のロンドンオリンピックでも金メダルを獲得した。

## 選手としての特徴
身長6フィート0インチ（183cm）、体重175ポンド（79 kg）とNBAにおいては小柄だが歴代屈指の正統派ポイントガードして名を轟かせている。ポールの平均成績は1試合あたり17.5得点、4.5リバウンド、9.4アシスト、2.1スティールであり、これまでにオールNBAチームに12回選出、NBAオールディフェンシブチームにも9回選出されており、6回のスティール王を獲得している。また5回のアシスト王も獲得しているなど攻守にわたり長けている。2013年にはESPNとスポーツ・イラストレイテッドにリーグで3番目に最高の選手とランク付けされた。
大きな欠点がなく安定した選手であるが、重要な場面での故障が非常に多く、クリッパーズ時代は毎年のように優勝候補に挙げられながらも、自身やブレイク・グリフィンがプレーオフで度々怪我をして離脱し、結果的にカンファレンス準決勝進出が最高成績となってしまった。

## 個人成績

### NBA

#### レギュラーシーズン
| シーズン     | チーム       | GP   | GS   | MPG  | FG%  | 3P%  | FT%  | RPG | APG  | SPG | BPG | PPG  |
| ------------ | ------------ | ---- | ---- | ---- | ---- | ---- | ---- | --- | ---- | --- | --- | ---- |
| 2005–06      | NOH          | 78   | 78   | 36.0 | .430 | .282 | .847 | 5.1 | 7.8  | 2.2 | .1  | 16.1 |
| 2006–07      | NOH          | 64   | 64   | 36.8 | .437 | .350 | .818 | 4.4 | 8.9  | 1.8 | .0  | 17.3 |
| 2007–08      | NOH          | 80   | 80   | 37.6 | .488 | .369 | .851 | 4.0 | 11.6 | 2.7 | .1  | 21.1 |
| 2008–09      | NOH          | 78   | 78   | 38.5 | .503 | .364 | .868 | 5.5 | 11.0 | 2.8 | .1  | 22.8 |
| 2009–10      | NOH          | 45   | 45   | 38.0 | .493 | .409 | .847 | 4.2 | 10.7 | 2.1 | .2  | 18.7 |
| 2010–11      | NOH          | 80   | 80   | 36.0 | .463 | .388 | .878 | 4.1 | 9.8  | 2.4 | .1  | 15.8 |
| 2011–12      | LAC          | 60   | 60   | 36.4 | .478 | .371 | .861 | 3.6 | 9.1  | 2.5 | .1  | 19.8 |
| 2012–13      | LAC          | 70   | 70   | 33.4 | .481 | .328 | .885 | 3.7 | 9.7  | 2.4 | .1  | 16.9 |
| 2013–14      | LAC          | 62   | 62   | 35.0 | .467 | .368 | .855 | 4.3 | 10.7 | 2.5 | .1  | 19.1 |
| 2014–15      | LAC          | 82   | 82   | 34.8 | .485 | .398 | .900 | 4.6 | 10.2 | 1.9 | .2  | 19.1 |
| 2015–16      | LAC          | 74   | 74   | 32.7 | .462 | .371 | .896 | 4.2 | 10.0 | 2.1 | .2  | 19.5 |
| 2016–17      | LAC          | 61   | 61   | 31.5 | .476 | .411 | .892 | 5.0 | 9.2  | 1.9 | .1  | 18.1 |
| 2017–18      | HOU          | 58   | 58   | 31.8 | .460 | .380 | .919 | 5.4 | 7.9  | 1.7 | .2  | 18.6 |
| 2018–19      | HOU          | 58   | 58   | 32.0 | .419 | .362 | .862 | 4.6 | 8.2  | 2.0 | .3  | 15.6 |
| 2019–20      | OKC          | 70   | 70   | 31.5 | .489 | .365 | .907 | 5.0 | 6.7  | 1.6 | .2  | 17.6 |
| 2020–21      | PHX          | 70   | 70   | 31.4 | .499 | .395 | .934 | 4.5 | 8.9  | 1.4 | .3  | 16.4 |
| 2021–22      | PHX          | 65   | 65   | 32.9 | .493 | .317 | .837 | 4.4 | 10.8 | 1.9 | .3  | 14.7 |
| 2022–23      | PHX          | 59   | 59   | 32.0 | .440 | .375 | .831 | 4.3 | 8.9  | 1.5 | .4  | 13.9 |
| 2023–24      | GSW          | 58   | 18   | 26.4 | .441 | .371 | .827 | 3.9 | 6.8  | 1.2 | .1  | 9.2  |
| 2024–25      | SAS          | 82   | 82   | 28.0 | .427 | .377 | .924 | 3.6 | 7.4  | 1.3 | .3  | 8.8  |
| 通算         | 通算         | 1354 | 1314 | 33.7 | .470 | .370 | .871 | 4.4 | 9.2  | 2.0 | .2  | 17.0 |
| オールスター | オールスター | 11   | 4    | 24.8 | .525 | .468 | .857 | 3.9 | 11.6 | 2.4 | .0  | 12.2 |

#### プレーイン
| シーズン | チーム | GP | GS | MPG  | FG%  | 3P%  | FT% | RPG | APG | SPG | BPG | PPG |
| -------- | ------ | -- | -- | ---- | ---- | ---- | --- | --- | --- | --- | --- | --- |
| 2024     | GSW    | 1  | 0  | 18.3 | .333 | .500 | --- | 1.0 | 2.0 | .0  | .0  | 3.0 |
| 通算     | 通算   | 1  | 0  | 18.3 | .333 | .500 | --- | 1.0 | 2.0 | .0  | .0  | 3.0 |

#### プレーオフ
| シーズン | チーム | GP  | GS  | MPG  | FG%  | 3P%  | FT%   | RPG | APG  | SPG | BPG | PPG  |
| -------- | ------ | --- | --- | ---- | ---- | ---- | ----- | --- | ---- | --- | --- | ---- |
| 2008     | NOH    | 12  | 12  | 40.5 | .502 | .238 | .785  | 4.9 | 11.3 | 2.3 | .2  | 24.1 |
| 2009     | NOH    | 5   | 5   | 40.2 | .411 | .313 | .857  | 4.4 | 10.4 | 1.6 | .0  | 16.6 |
| 2011     | NOH    | 6   | 6   | 41.5 | .545 | .474 | .796  | 6.7 | 11.5 | 1.8 | .0  | 22.0 |
| 2012     | LAC    | 11  | 11  | 38.5 | .427 | .333 | .872  | 5.1 | 7.9  | 2.7 | .1  | 17.6 |
| 2013     | LAC    | 6   | 6   | 37.3 | .533 | .316 | .892  | 4.0 | 6.3  | 1.8 | .0  | 22.8 |
| 2014     | LAC    | 13  | 13  | 36.3 | .467 | .457 | .774  | 4.2 | 10.4 | 2.8 | .0  | 19.8 |
| 2015     | LAC    | 12  | 12  | 37.1 | .503 | .415 | .941  | 4.4 | 8.8  | 1.8 | .3  | 22.1 |
| 2016     | LAC    | 4   | 4   | 31.3 | .487 | .300 | 1.000 | 4.0 | 7.3  | 2.3 | .0  | 23.8 |
| 2017     | LAC    | 7   | 7   | 37.2 | .496 | .368 | .879  | 5.0 | 9.9  | 1.7 | .1  | 25.3 |
| 2018     | HOU    | 15  | 15  | 34.5 | .459 | .374 | .830  | 5.9 | 5.8  | 2.0 | .3  | 21.1 |
| 2019     | HOU    | 11  | 11  | 36.1 | .446 | .270 | .844  | 6.4 | 5.5  | 2.2 | .6  | 17.0 |
| 2020     | OKC    | 7   | 7   | 37.3 | .491 | .372 | .885  | 7.4 | 5.3  | 1.6 | .4  | 21.3 |
| 2021     | PHX    | 20  | 20  | 34.2 | .497 | .446 | .877  | 3.5 | 8.6  | 1.2 | .2  | 19.2 |
| 2022     | PHX    | 13  | 13  | 34.5 | .561 | .388 | .946  | 4.2 | 8.3  | 1.5 | .2  | 17.5 |
| 2023     | PHX    | 7   | 7   | 35.7 | .418 | .321 | .500  | 5.0 | 7.4  | 1.7 | .7  | 12.4 |
| 通算     | 通算   | 149 | 149 | 36.5 | .484 | .373 | .854  | 4.9 | 8.3  | 1.9 | .2  | 20.0 |

### カレッジ
| シーズン | チーム             | GP | GS | MPG  | FG%  | 3P%  | FT%  | RPG | APG | SPG | BPG | PPG  |
| -------- | ------------------ | -- | -- | ---- | ---- | ---- | ---- | --- | --- | --- | --- | ---- |
| 2003-04  | ウェイクフォレスト | 31 | 31 | 33.6 | .496 | .465 | .843 | 3.3 | 5.9 | 2.7 | .4  | 14.8 |
| 2004-05  | ウェイクフォレスト | 32 | 32 | 33.4 | .451 | .474 | .834 | 4.5 | 6.6 | 2.4 | .0  | 15.3 |
| 通算     | 通算               | 63 | 63 | 33.5 | .472 | .470 | .838 | 3.9 | 6.3 | 2.5 | .2  | 15.0 |

## 私生活・その他
- ロケッツ移籍から間もない2017年7月14日、同じヒューストンが本拠地のヒューストン・アストロズの試合前の始球式に登場し、ストライク投球を披露した。捕手役はエースのダラス・カイケルだった[33]。
- ジョーダン・ブランドと契約している[34]。